# Selbstsynchronisierende Schaltkupplung
Die selbstsynchronisierende Schaltkupplung, englisch Synchro-self-shifting clutch, abgekürzt SSS clutch, ist ein Freilauf, in dem die Drehmomentübertragung mit Hilfe einer Zahnkupplung erfolgt, die durch einen parallel eingebauten Sperrklinkenfreilauf eingekuppelt wird.  Sie eignet sich zur Übertragung höherer Drehmomente als mit einem klassischen Freilauf und wird beispielsweise in Schiffen und Kraftwerken verwendet.

## Aufbau
Das Wellenende des Antriebs ist mit dem Gewinde des Schraubgetriebes versehen, auf dem das Gleitstück sitzt, das an der Außenseite am Ende gegen die Antriebswelle das innere Zahnrad der Zahnkupplung trägt, am Ende gegen die Abtriebswelle das Sperrrad eines Sperrklinkenfreilaufs. Die Abtriebswelle ist mit einer das Gleitstück umfassenden Kupplungshülse versehen, die auf der Seite gegen die Antriebswelle die Innenverzahnung für die Zahnkupplung trägt und auf der Abtriebsseite die Sperrklinken des Freilaufs trägt.

## Funktion
Die beiden verzahnten Teile der Zahnkupplung werden beim Einkuppeln durch das Antriebsmoment mit Hilfe eines Schraubgetriebes ineinander geschoben, beim Auskuppeln durch die höhere Drehzahl des Abtriebs wieder auseinandergezogen. Das Gleitstück des Schraubgetriebes wird im nicht gekuppelten Zustand durch einen Sperrklinkenfreilauf von der Abtriebswelle festgehalten.

### Einkuppeln
Bei drehender Eingangswelle und stillstehender Ausgangswelle stößt das Sperrklinkenrad des auf der Eingangswelle sitzende Gleitstück gegen die Sperrklinken am Kupplungsring der Ausgangswelle und wird von diesem festgehalten, so dass das Gewinde der drehenden Eingangswelle das Gleitstück axial in die Kupplungsposition verschiebt und die Zahnkupplung in den Eingriff kommt. In dieser Position sind die Sperrklinken nicht mehr im Eingriff und die Kraft vom Antrieb wird vollständig von der Zahnkupplung übertragen. Bei großen Kupplungen sind teilweise Öldämpfer im Endanschlag des Gleitstücks integriert, welche das Einkuppeln dämpfen.

### Auskuppeln
Wenn der Antrieb gegenüber dem Abtrieb verlangsamt wird, verursacht das dabei entstehende Bremsmoment einen Zahnflankenwechsel in der Zahnkupplung. Das Gleitstück wird von der Abtriebswelle festgehalten und von dem Gewinde auf der sich langsamer drehenden Antriebswelle zurückgeschraubt, so dass die Zahnkupplung geöffnet wird und die Sperrklinken über die Verzahnung des Sperrklinkenrades gleiten. Bei sehr hohem Drehzahlunterschied sind die Klinken infolge der Fliehkraft und hydrodynamischer Effekte abgehoben, was zur Minderung des Verschleißes erwünscht ist.

## Hersteller
Es gibt nur wenige Hersteller von selbstsynchronisierenden Schaltkupplungen. Die wichtigsten sind:
- SSS Clutch Company, USA und SSS Gears Limited, England
- RENK-MAAG GmbH, Schweiz, Tochterunternehmen der Renk GmbH

## Anwendung
Nachfolgend sind die wichtigsten Anwendungen der selbstsynchronisierenden Schaltkupplung aufgeführt.

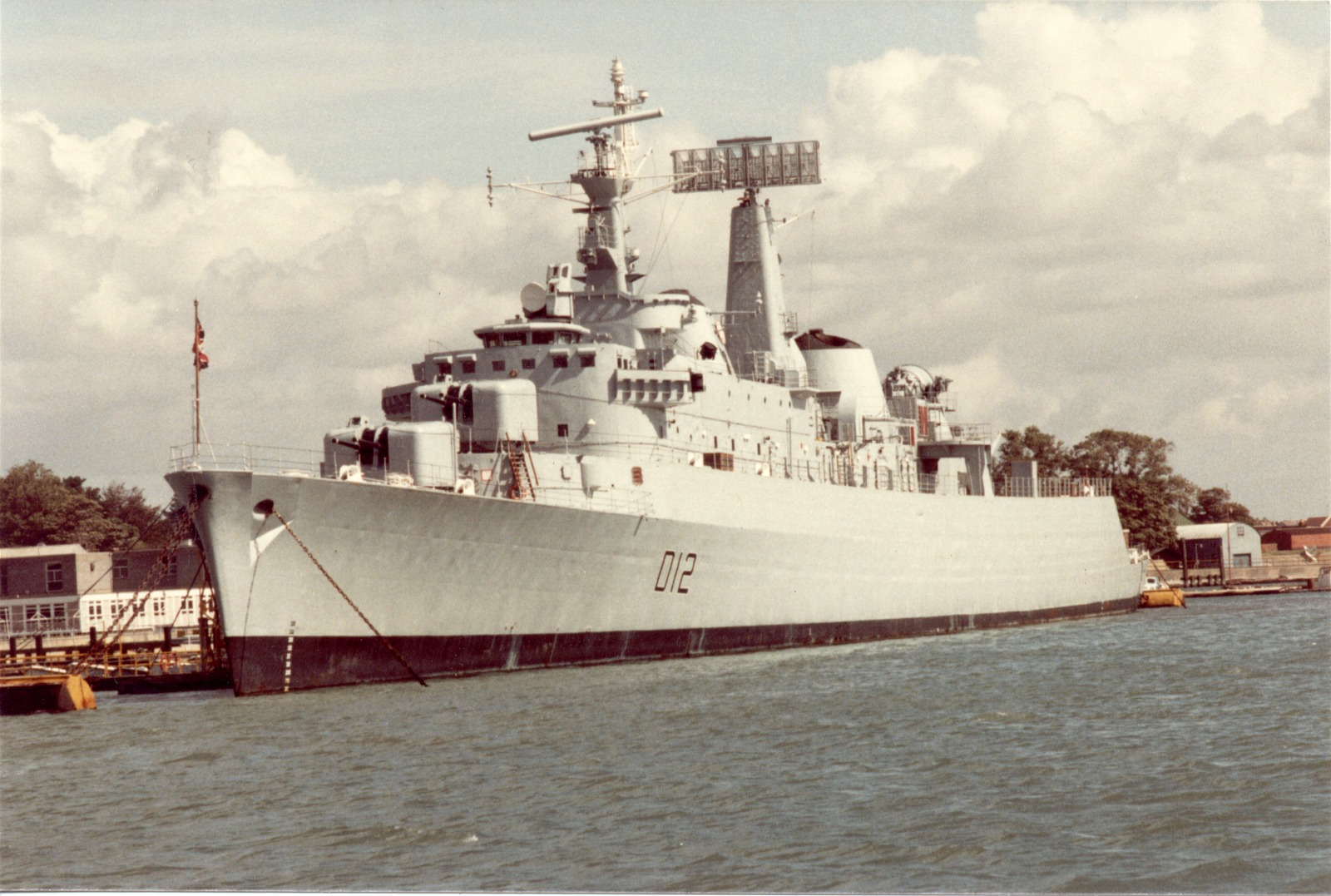
Zerstörer der britischen County-Klasse, auf dem erstmals eine SSS-Kupplung eingesetzt wurde.

### Schiffbau
Selbstsynchronisierende Schaltkupplungen werden für folgende Anwendungen im Schiffbau eingesetzt:
- Kupplung von mehreren Antriebsturbinen zu einem gemeinsamen Wellenstrang, der den Propeller antreibt
- Kupplung von Energierückgewinnungsturbinen an die Antriebswelle

### Kraftwerke

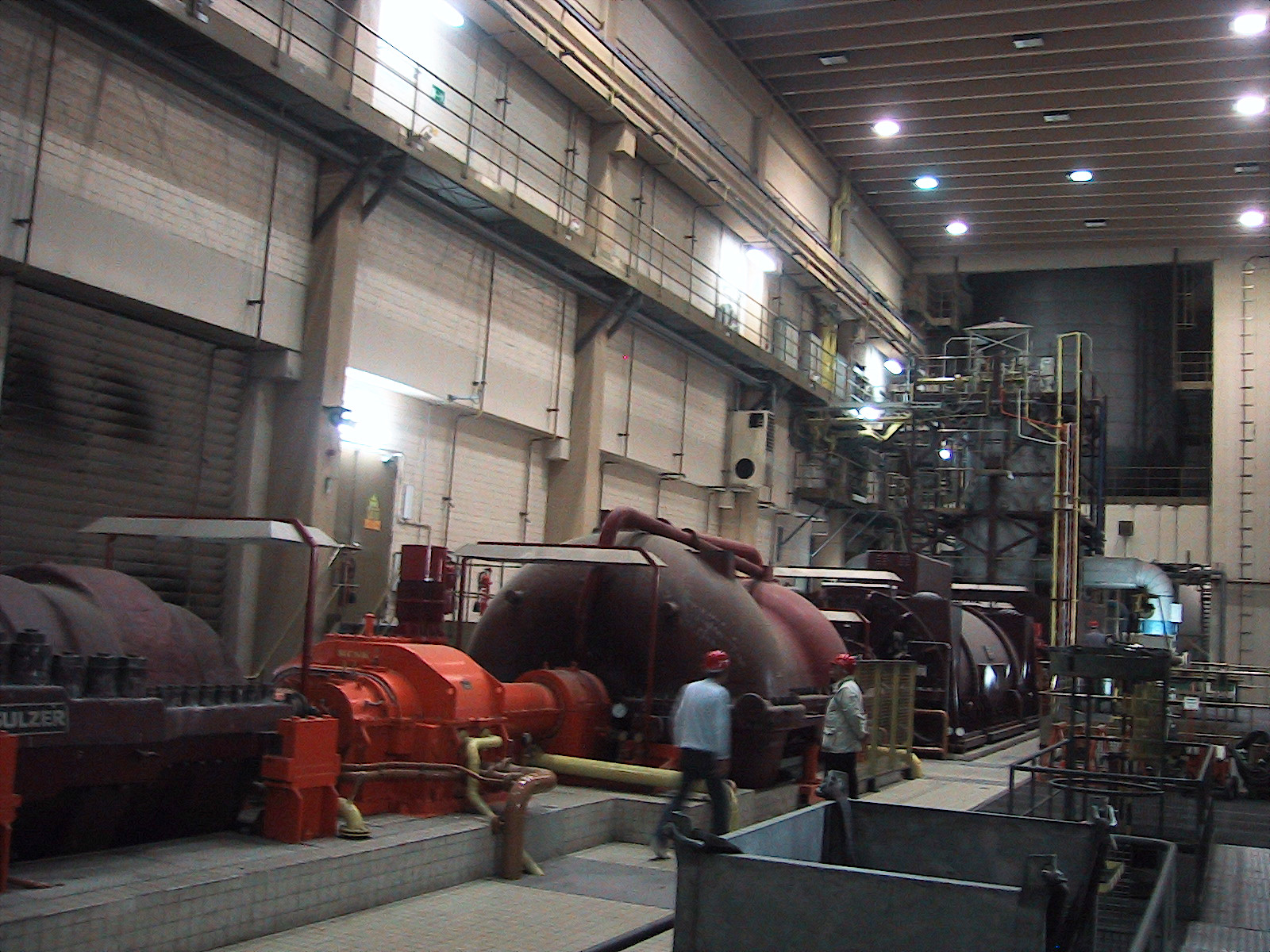
Wellenstrang des Kraftwerk Huntorf in dem zwei SSS-Kupplungen eingebaut sind – eine für 300 MW und eine für 80 MW.

Selbstsynchronisierende Schaltkupplungen werden für folgende Anwendungen im Kraftwerksbau eingesetzt:
- Kupplung der Dampfturbine an den Antriebsstrang bei Kombikraftwerken, die als Einwellenanlagen ausgeführt sind
- Kupplung von zwei Gasturbinen an einen gemeinsamen Generator
- Kupplung zwischen Generator-Motor und Turbine beziehungsweise Kompressor in einem Druckluftspeicherkraftwerk
- Kupplung zwischen Gasturbine und Generator, so dass der Generator ohne Antrieb durch die Gasturbine als Phasenschieber eingesetzt werden kann.

### Andere
Selbstsynchronisierende Schaltkupplungen werden auch für folgende Anwendungen eingesetzt:
- Kupplung eines stromunabhängigen Notantriebes an elektrische Pumpen
- Kupplung von zwei redundanten Antriebsmaschinen an eine Arbeitsmaschine

## Geschichte
Die erste kommerzielle Anwendung einer selbstsynchronisierende Schaltkupplung erfolgte im COSAG-Antrieb der britischen Zerstörer der County-Klasse Ende der 1950er Jahre. 1964 wurde die Kupplung erstmals im Kraftwerksbereich eingesetzt damit ein Gasturbinen-Generator im Phasenschieber-Betrieb arbeiten konnte. 1978 wurde die leistungsstärkste SSS-Kupplung im Kraftwerk Huntorf in Betrieb genommen, die eine Leistung von 300 MW übertragen kann.